# Federico Fernández Cavada
Federico Fernández Cavada (8 tháng 7 năm 1831 – 1 tháng 7 năm 1871) là sĩ quan Quân đội Liên bang miền Bắc trong Nội chiến Hoa Kỳ và là nhà ngoại giao, đồng thời là tổng tư lệnh toàn thể quân đội Cuba trong Chiến tranh Mười năm. Nhờ có năng khiếu nghệ thuật nên ông được phân công về Đơn vị Khinh khí cầu của Quân đội Liên bang miền Bắc. Từ trên không, ông đã phác thảo những gì mà mình vừa quan sát được về vị trí và chuyển động của quân địch. Ngày 19 tháng 4 năm 1862, Fernández Cavada phác họa các vị trí của kẻ thù từ khinh khí cầu Constitution của Thaddeus Lowe trong Chiến dịch Bán đảo ở bang Virginia.
Khi đang mang quân hàm trung tá, ông bị bắt trong trận Gettysburg và giải đến Nhà tù Libby dành cho các sĩ quan Liên bang miền Bắc ở Richmond, Virginia. Được trả tự do vào năm 1864, năm đó ông xuất bản một cuốn sách kể về sự đối xử tàn nhẫn mà mình phải chịu đựng trong nhà tù của Liên minh miền Nam. Ông có một người em trai tên là Adolfo Fernández Cavada cũng từng là sĩ quan trong Quân đội Liên bang miền Bắc.
Sau nội chiến, Fernández Cavada được chính phủ Mỹ bổ nhiệm làm lãnh sự tại Cuba. Khi cuộc nổi dậy chống lại ách đô hộ của thực dân Tây Ban Nha bắt đầu, ông từ chức và tham gia quân nổi dậy. Em trai của ông cũng đang công tác ở đó bèn từ chức rồi tham gia chiến tranh. Federico được phong làm Đại tướng Lục quân. Chính quyền Cuba cuối cùng đã bổ nhiệm ông làm Tổng tư lệnh toàn thể quân đội Cuba trong Chiến tranh Mười năm giành độc lập của đảo quốc này.

## Thân thế và học vấn
Fernández Cavada là một trong ba người con trai chào đời ở Cienfuegos, Cuba, mẹ là Emily Howard Gatier và cha là Isidoro Fernández Cavada.  Mẹ ông là công dân Mỹ và là dân gốc Philadelphia. Sau cái chết của cha vào năm 1838, Emily Gatier trở về Philadelphia cùng các con của mình.
Ngay tại nơi đây, góa phụ trẻ tình cờ gặp gỡ và kết hôn với Samuel Dutton.  Gia đình họ cùng nhau dọn về cư trú tại số 222 Phố Spruce. Fernández Cavada theo học tiểu học và trung học tại Trường Trung học Trung tâm Philadelphia. Sau khi được cấp chứng chỉ trong một chương trình đào tạo, về sau ông ra làm kỹ sư xây dựng và chuyên gia vẽ địa hình ở Kênh đào Panama.

## Nội chiến Hoa Kỳ
Khi Nội chiến Hoa Kỳ bùng nổ, cả Federico và người em trai Adolfo Fernández Cavada Trung đoàn 23 Bộ binh Pennsylvania, một trung đoàn trực thuộc Lực lượng Liên bang miền Bắc. Federico được thuyên chuyển sang Trung đoàn 114 Bộ binh Pennsylvania. Trung đoàn này được phân công vào Binh đoàn Potomac, từng tham gia vào các trận đánh nổi tiếng như trận Bull Run lần thứ hai, trận Fredericksburg và trận Gettysburg.

### Phác họa

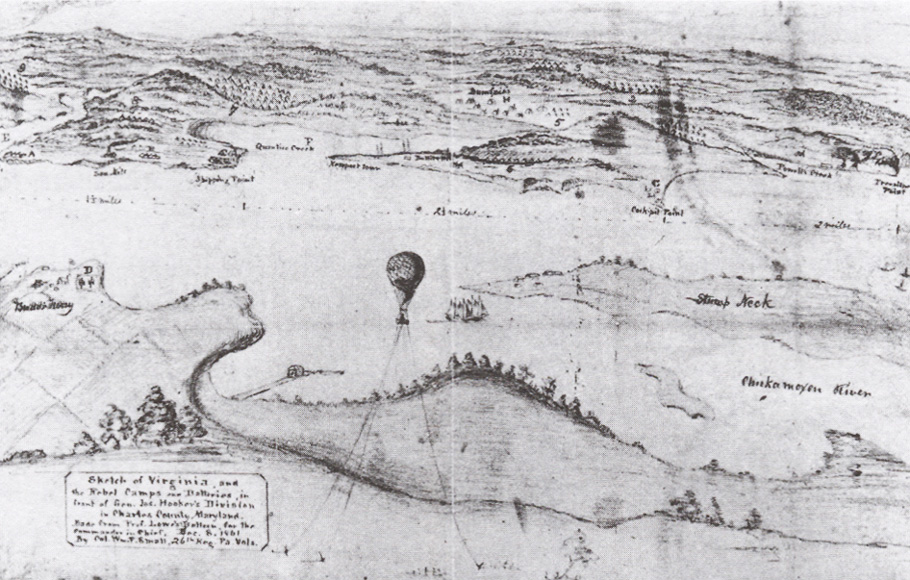
Bản phác họa do Đại tá Federico Fernandez Cavada thực hiện từ trên khinh khí cầu Constitution của Thaddeus Lowe.

Tài năng nghệ thuật của Fernández Cavada trở nên rõ ràng nhờ viết lách, phác họa và tranh vẽ của ông. Vì có năng khiếu nghệ thuật nên ông được phân công về đơn vị Khinh khí cầu của Quân đội Liên bang. Từ trên không, ông đã phác họa những gì mà mình vừa quan sát được về chuyển động của kẻ thù. Ngày 19 tháng 4 năm 1862, Fernández Cavada phác họa vị trí của kẻ thù từ khinh khí cầu Constitution của Thaddeus Lowe trong Chiến dịch Bán đảo ở bang Virginia.  Năm đó Fernández Cavada viết một bài thơ mà trong đó ông có câu nói như sau:

### Trận Gettysburg
Ngày 29 tháng 8 năm 1862, ông được thăng quân hàm trung tá. Trong trận Gettysburg, một số trung đoàn rơi vào tay địch, trong đó có Fernández Cavada; kế nhiệm ông là viên Thiếu tá Edward R. Bowen. Ngày 2 tháng 7 năm 1863, trung đoàn 114 Pennsylvania đã tham chiến chống lại Binh đoàn Mississippi của Tướng William Barksdale, còn gọi là Lữ đoàn Barksdale, tại Peach Orchard gần cánh đồng lúa mì, nơi diễn ra phần đẫm máu nhất của trận Gettysburg vào ngày thứ hai của cuộc giao tranh này. Mặc dù quân của Barksdale bị đánh bại nhưng Trung tá Fernández Cavada vẫn bị bắt và giải đến Nhà tù Libby ở Richmond, Virginia. Ông được phóng thích vào năm 1864, trong khuôn khổ cuộc trao đổi tù binh chiến tranh giữa quân đội Liên bang miền Bắc và Liên minh miền Nam. Trở về đơn vị cũ, Fernández Cavada tình nguyện quay trở lại đơn vị của mình và tiếp tục phục vụ cho đến tháng 4 năm 1865.

## "LIBBY LIFE"

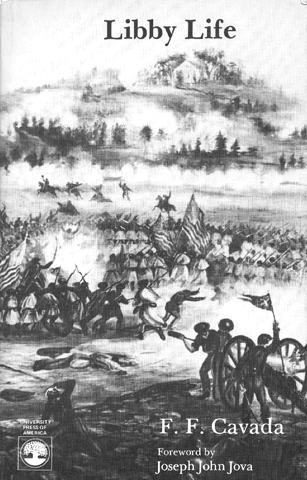
"LIBBY LIFE" của Đại tá Federico Fernández Cavada

Fernández Cavada đã xuất bản một cuốn sách có nhan đề LIBBY LIFE: Experiences of A Prisoner of War in Richmond, Virginia, 1863-1864 (tạm dịch: ĐỜI SỐNG LIBBY: Trải nghiệm của một tù binh chiến tranh ở Richmond, Virginia, năm 1863-1864) xuất bản năm 1865, kể lại sự đối xử tàn nhẫn mà ông và các tù nhân khác phải chịu đựng trong nhà tù của Liên minh miền Nam. Tác phẩm bao gồm những bức vẽ của ông về nhà tù và đời sống ở đó.
Trong phần đề tựa cuốn sách này, ông có viết ở trang 19 và 20 như sau:

## Chỉ huy trong Chiến tranh Mười năm ở Cuba

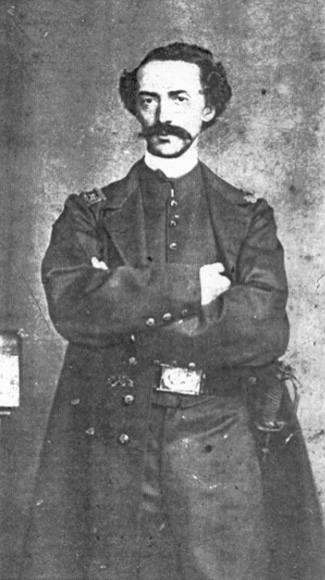
Em trai của Federico, Đại úy Adolfo Fernández Cavada

Sau chiến tranh, Fernández Cavada được bổ nhiệm làm lãnh sự Hoa Kỳ tại Trinidad, Cuba. Fernández Cavada đã gặp và kết bạn với Tướng Thomas Jordan, từng là tham mưu trưởng Quân đội Giải phóng Cuba trực thuộc chính quyền tỉnh do Carlos Manuel de Céspedes chủ trì. Jordan vốn là công dân Mỹ, từng giữ chức tướng trong quân đội Liên minh miền Nam trong Nội chiến Hoa Kỳ.
Tình bạn này đã truyền cảm hứng cho Fernández Cavada từ chức lãnh sự sau cuộc nổi dậy của người Cuba chống lại ách đô hộ của thực dân Tây Ban Nha, trong cuộc xung đột mang tên Chiến tranh Mười năm của Cuba (1868–1878). Cùng với người em trai là Adolfo, vừa từ chức lãnh sự ở Cienfuegos, Federico tham gia quân nổi dậy. Ông được bổ nhiệm làm Tướng Quận Trinidad, Tổng tư lệnh Cinco Villas. Ngày 5 tháng 1 năm 1869, Fernández Cavada lập nên "Logia Luz del Sur" (tạm dịch: Nhà nghỉ Ánh sáng phương Nam) ở Trinidad, dùng nơi đây làm trung tâm tuyển mộ tích cực dành cho quân nổi dậy.
Ngày 4 tháng 4 năm 1870, Fernández Cavada được bổ nhiệm làm Tổng tư lệnh toàn thể quân đội Cuba. Ông nổi tiếng với biệt danh "Tướng Candela" (Tướng Fire) vì chiến thuật giao tranh thiêu hủy tài sản của người Tây Ban Nha.
Fernández Cavada từng viết một bài báo về vẻ đẹp của Hang Bellamar, nằm gần thị trấn Matanzas ở bờ biển phía bắc Cuba. Bài báo này được đăng trên tạp chí Harper's New Monthly Magazine vào tháng 11 năm 1870. Ông mô tả Hang Bellamar như sau: 

## Cái chết
Anh cả của Federico tên là Emilio vẫn ở Philadelphia, vốn là người tích cực gây quỹ cho cuộc nổi dậy ở Cuba. Ông chuyển tin tức mà mình nhận được từ những người em trai tới các chiến lược gia lưu vong và những người dân Cuba lưu vong khác đang sống ở Philadelphia và New York. Số tiền mà ông quyên góp cùng với vũ khí và đạn dược được bàn giao cho lực lượng nổi dậy trên hòn đảo này.
Năm 1871, Fernández Cavada phụ trách sư đoàn quân sự ở Camagüey và cùng với đồng đội quân nổi dậy Bernabé Varona định lên kế hoạch cho một cuộc xâm lược vũ trang vào bờ biển phía tây Cuba. Quân đội Giải phóng Cuba đã thông qua nghị quyết cho phép Fernández Cavada đi sang Mỹ. Ông có ý định tìm kiếm sự ủng hộ từ các mối quan hệ quân sự của mình vì sự nghiệp độc lập của Cuba. Ông vừa đặt chân đến "Cayo Cruz" ở bờ biển phía bắc Camagüey để chờ phương tiện di chuyển; nhưng ông đã bị pháo hạm Neptuno của Tây Ban Nha bắt giữ vào năm 1871 và đưa đến Puerto Principe. Rồi từ Puerto Principe lại bị chuyển đến thị trấn Nuevitas. Bị chính quyền Tây Ban Nha xét xử, ông bị họ kết án tử hình bằng hình thức xử bắn. Các tướng George Gordon Meade, Daniel Sickles và Ulysses S. Grant, những chiến hữu của ông ở Mỹ, đã cố gắng một cách vô ích hòng cứu giúp ông. Fernández Cavada bị xử tử vào ngày 1 tháng 7 năm 1871. Những lời trăng trối trước khi mất của ông là "Adios Cuba, para siempre" (Tạm biệt Cuba, mãi mãi).

## Di sản
- Ngày 24 tháng 2 năm 1929, một tượng đài tưởng nhớ chiến sĩ tham gia Chiến tranh Mười năm và những người bị thực dân Tây Ban Nha xử bắn đã được dựng lên trên Đại lộ Finley ở thị trấn Nuevitas thuộc tỉnh Camagüey. Trong số những người được vinh danh ngoài Fernández Cavada còn có Francisco Muñoz Rubalcaba, José Inclán Risco, Oscar de Céspedes và Antonio Luaces.[11]
- Tỉnh Cienfuegos cũng vinh danh tưởng nhớ ông. Một phòng khám đa khoa hiện đại tên là "Policlínico-Facultad "Federico Fernández Cavada" nằm ở khu vực La Horquita tại Cienfuegos, được đặt tên để vinh danh ông.[12]

## Vinh danh
Giải thưởng và huân huy chương của Fernández Cavada bao gồm: 

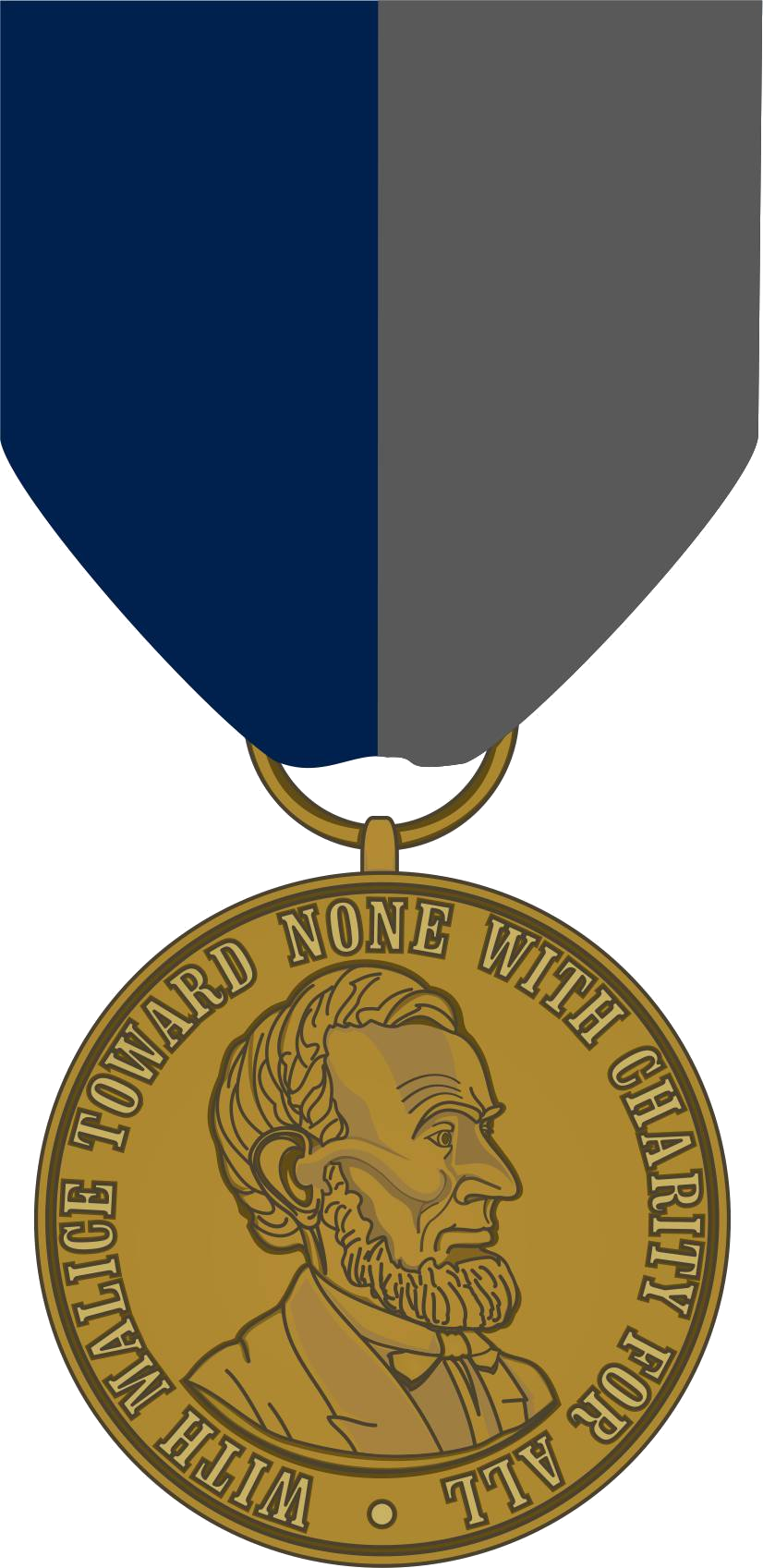
Huân chương Chiến dịch Nội chiến Lục quân